# Square
Square – japońska firma komputerowa produkująca i wydająca gry komputerowe oraz konsolowe, powstała w 1986 roku. Swoją największą popularność uzyskała dzięki serii Final Fantasy, jednej z największych pod względem sprzedaży gier jRPG na świecie.
Firma była błędnie nazywana Squaresoft – „Squaresoft” było znakiem zastrzeżonym wykorzystywanym na produktach firmy, oznaczających oprogramowanie stworzone lub wydane przez Square Co., Ltd.
Square jest najlepiej znane dzięki takim tytułom jak seria Final Fantasy, Chrono Trigger, Secret of Mana, Xenogears, Super Mario RPG: Legend of the Seven Stars, Vagrant Story i Kingdom Hearts (we współpracy z Disney Interactive). Square Pictures, spółka firmy odpowiedzialna za produkcję generowanych komputerowo filmów, stworzyło w 2002 roku film pełnometrażowy Final Fantasy: The Spirits Within, a także krótki film Ostatni lot Ozyrysa zamieszczony jako część filmu Animatrix.
W 2002 roku zapadła decyzja, aby Square połączyło się z japońską firmą Enix, producentem gry konsolowej Dragon Quest⁣, która cieszyła się dużą popularnością w Japonii. 1 kwietnia 2003 roku obie firmy połączyły się i są obecnie znane pod nazwą Square Enix.